# سعادة الشامي
سعادة الشامي، سياسي لبناني وخبير في مجال الاقتصاد الكلي والسياسات المالية، يشغل منصب نائب رئيس مجلس الوزراء في حكومة نجيب ميقاتي الثالثة منذ 10 سبتمبر 2021 ، وهو عضو في الحزب السوري القومي الاجتماعي، وكان يشغل منصب الأمين العام لهيئة الأسواق المالية. يحمل شهادة دكتوراه في الاقتصاد، ويوصف بأنه مهندس الحلول لأصعب الانهيارات الاقتصادية من موريتانيا إلى لبنان مروراً باليمن. كما شغل منصب كبير الاقتصاديين في أهم المؤسسات الاقتصادية، ومدير في صندوق النقد الدولي، وأستاذ جامعي.

## سيرته المهنية
أمضى عشرين عاما في صندوق النقد الدولي، حيث انصب تركيزه على صنع السياسات الاقتصادية، ووضع برامج واستراتيجيات الإصلاح الاقتصادي والمالي للدول الأعضاء.
شغل مناصب رفيعة عدة كان آخرها مساعد مدير في دائرة الشرق الأوسط ووسط آسيا لدى صندوق النقد الدولي. وترأس مجموعات من الاقتصاديين من الدرجة الأولى وعمل في عدد كبير من البلدان في الشرق الأوسط وآسيا وأفريقيا وأوروبا. في العام 2013، عاد إلى لبنان حيث شغل منصب أوّل أمين عام لهيئة الأسواق المالية، وفي عام 2018، انتقل إلى الكويت ليتبوأ مركز كبير الاقتصاديين لمجموعة بنك الكويت الوطني. وفي ما يلي تفصيل ذلك:
- في الفترة من 2018 إلى تاريخ توليه منصبه الوزاري عام 2021 كان كبير الاقتصاديين لمجموعة بنك الكويت الوطني
- في الفترة 2013-2017 تولى منصب الأمين العام لهيئة الأسواق المالية اللبنانية (CMA) بيروت، لبنان
- في الفترة 1993-2013 شغل منصب مدير المركز الإقليمي للمساعد في الشرق الأوسط التابع لصندوق النقد الدولي (METAC) وكان أيضا مساعد مدير في دائرة الشرق الأوسط ووسط آسيا لدى صندوق النقد الدولي.
- في الفترة 2005-2006 إعداد برنامج الإصلاح الاقتصادي (باريس 3) لمكتب رئيس الوزراء ومكتب وزير المالية بيروت، لبنان
- كبير المستشارين لشركة McKinsey & Company، Inc. International UAE
- مركز الاقتصاد والتمويل (IMF) الكويت

## سيرة أ كاديمية
- في الفترة 1987-1993 أستاذ ومدير كلية الدراسات العليا للأعمال بالجامعة الأميركية في بيروت (AUB) بيروت، لبنان
- محاضر في الجامعة الأميركية في بيروت (تعليم صفوف الدراسات العليا في الاقتصاد) - لبنان

## حياته السياسية
اختاره الرئيس نجيب ميقاتي ضمن طاقمه الوزاري نائبًا له فعين في 10 سبتمبر 2021 نائبًا لرئيس الوزراء اللبناني ضمن تشكيلة حكومية من 21 وزيرًا بموجب المرسوم الذي أصدره رئيس الجمهورية ميشيل عون لتشكيل الحكومة اللبنانية 77 . وهو أول منصب سياسي يشغله في حياته. 

## الشهادات العلمية
درس الاقتصاد في جامعتي ماكماستر وأوتاوا وحصل منهما على عدة شهاداته :
- 1986 جامعة ماكماستر، دكتوراه في الاقتصاد، كندا
- 1981 جامعة أوتاوا، ماجستير في الاقتصاد، كندا
- 1980 جامعة أوتاوا، بكالوريوس في الاقتصاد، كندا

## المنشورات
نشر عددا من الدراسات في المجلات المرجعية referred journal وفي صندوق النقد الدولي 